# ウィエンヘーン郡
座標: 北緯19度33分34秒 東経98度38分8秒 / 北緯19.55944度 東経98.63556度
ウィエンヘーン郡（ウィエンヘーンぐん）はタイ北部・チエンマイ県にある郡（アムプー）である。

## 名称
ウィエンヘーンとは現地の言葉で「ひびの入った城壁都市」を意味する。これは伝説でブッダがこの地を訪れた際、住民から喜捨されたご飯を食べ歯にひびが入ったという伝承に由来する。

## 歴史
古くはムアンヘーンといい、チエンマイ北部の守りの要所であった。
もともとはチエンダーオ郡の管轄下にあったが、チエンダーオ郡の中心部から非常に離れたところにあった。1981年、政府はタムボン・ムアンヘーンとタムボン・ピエンルワンをチエンダーオ郡から分離させ、ウィエンヘーン分郡（キンアムプー）を成立させた。その後、1993年11月4日分郡は郡（アムプー）に昇格した

## 地理
テーン川が形成した盆地に市街地があり。テーン川は南北に郡を流れている。その周りを囲むように東西と北に山岳地帯が広がる。
交通は国道1178号線・1322号線が東に延びており、チエンダーオ方面につながっている。

## 経済
郡内の主な産業は農業である。主な農産物はコメ、ニンニクである。

## 行政区分
郡は3のタムボンに分かれ、さらにその下位に26の村（ムーバーン）がある。郡内に自治体（テーサバーン）はなく、3のタムボン行政体（オンカーンボーリハーンスワンタムボン）が設置されている。
1. タムボン・ムアンヘーン・・・ตำบลเมืองแหง
2. タムボン・ピエンルワン・・・ตำบลเปียงหลวง
3. タムボン・セーンハイ・・・ตำบลแสนไห